# Old Bennington
Old Bennington es una villa ubicada en el condado de Bennington en el estado estadounidense de Vermont. En el año 2010 tenía una población de 139 habitantes y una densidad poblacional de 126,36 personas por km².

## Geografía
Old Bennington se encuentra ubicado en las coordenadas 42°53′00″N 73°12′48″O / 42.88333, -73.21333.

## Demografía
Según la Oficina del Censo en 2000 los ingresos medios por hogar en la localidad eran de $67,500 y los ingresos medios por familia eran $85,776. Los hombres tenían unos ingresos medios de $66,250 frente a los $48,750 para las mujeres. La renta per cápita para la localidad era de $40,884. Alrededor del 4.3% de la población estaba por debajo del umbral de pobreza.